# 3021 Лукубратіо
3021 Лукубратіо (3021 Lucubratio) — астероїд головного поясу, відкритий 6 лютого 1967 року.
Тіссеранів параметр щодо Юпітера — 3,085.